# استان لحج
لحج (به عربی:  محافظة لحج ) نام استانی در کشور یمن در شبه جزیره عربستان و در محدودهٔ یمن جنوبی است.
اکثر جمعیت این استان سنی مذهب شافعی هستند.

## جفرافیا
استان لحج در ۲۵۰ کیلومتری شهر صنعا پایتخت یمن  و ۵۰ کیلومتری عدن واقع شده‌است.
همچنین لحج نام سدی است در یمن از دوران حکم دولت حمیر در غربی عراس یریم.

## شهرستان‌ها
- الحد
- الحوطه
- المضاربه والعاره
- المفلحی
- المقاطره
- الملاح
- الموسیمیر
- القبیطه
- حبیل جبر
- حالمین
- ردفان
- تبن
- طور الباحه
- یافع
- یهر

## مشاهیر
از مشاهیر لحج در دوران قدیم: لحج بن وائل بن الغوث بن قطن بن عُریب بن زهیر بن أیمن بن الهسیع بن حمیر بن سبا ابن یشجب بن یعرب بن قحطان، به همینجهت این شهر را لحج  نامگذاری کرده‌اند.
- شاعر یمنی (عیس) در مورد لحج چنین می‌کوید:

| تقول عیسی وَقَد وافیَتَ مُبتَهلِاً    |  | «لَحجاً» وَبانَت لَنا «اَلآعَلام» من عدن |
| اَمُنتَهی الآَرضَ یاهذا تُرید لَنا؟. |  | فَقُلتُ: کَلا، ولَکن مُنتَهی الیمن       |

- ترجمه ابیات :

عیسی می‌گوید باشادی آمدم
به «لحج» برایم آشکار شد «اعلام» از عدن
پرسیدم: آیا انتهای زمین برما تمنی دارید؟.
گفتم: نه، ولاکن، دوست داریم  منتهای یمن